# Школа чемпионов
«Школа чемпионов» (исп.: Escuela de campeones) — аргентинский фильм 1950 года режиссёра Ральфа Паппьера.
Фильм получил премию «Серебряный кондор» в категории «Лучший фильм года», присуждённую Аргентинской ассоциацией кинокритиков.

## Сюжет
История легендарного клуба Алумни, состоящего из учеников английской средней школы Буэнос-Айреса, который доминировал в аргентинском футболе в первом десятилетии 20-го века, и их учителя и тренера Алехандро Уотсона Хаттона, считающегося отцом аргентинского футбола. Фильм показывает превратности его пути с момента его прибытия в Буэнос-Айрес в 1885 году в его попытке преподавать футбол в элитной и консервативной английской школе Буэнос-Айреса, первых успехах учеников и в итоге занятия им поста первого президента Ассоциации футбола Аргентины в 1893 году.

## В ролях
- Жорж Риго — Александр Уотсон Хаттон
- Сильвана Рот — Маргарет Бадж
- Педро Квартуччи
- Энрике Муиньо — Доминго Фаустино Сармьенто
- Энрике Чайко
- Карлос Энрикес
- Эктор Орибе
- Густаво Каверо
- и другие